# Bowenfels
Bowenfels is een plaats in de Australische deelstaat New South Wales.